# Upshot-Knothole Harry
Upshot-Knothole Harry — девятый испытательный ядерный взрыв, осуществлённый США 19 мая 1953 года на ядерном полигоне в Неваде в рамках операции «Апшот-Нотхол». В ходе операции был испытан ядерный заряд Гамлет (Hamlet), разработанный Тедом Тейлором в Лос-Аламосе, который должен был стать самым эффективным и чистым зарядом с энерговыделением до 100 кт. Однако испытание вызвало огромное радиоактивное заражение на континентальной территории США, из-за чего взрыв был прозван «Грязным Гарри».

## Устройство
Размеры заряда составляли 142 см в диаметре и 167 см в длину, а вес 4 тонны. В заряде впервые использовалось так называемое «полое ядро», которое должно было повысить эффективность заряда. Прогнозируемое энерговыделение бомбы должно было составить 37 кт.

## Испытание

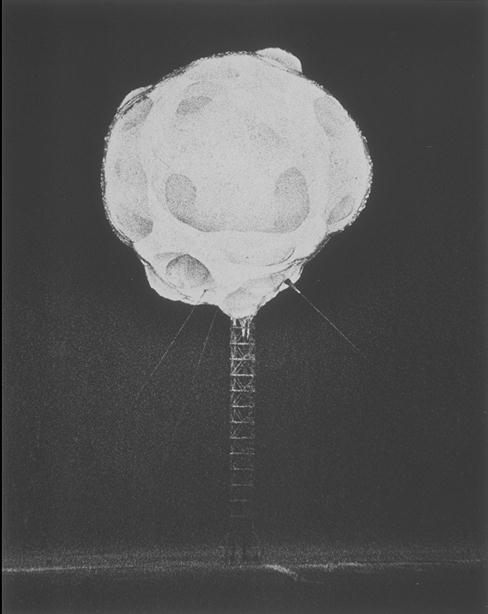
10 миллисекунд после детонации

В 05:05 по местному времени заряд «Гамлет» (бомба Mark 13) был взорван на 90-метровой стальной башне. Энерговыделение составило 32 кт. Отличительной чертой взрыва было сильное радиационное заражение местности, гражданских и служебных лиц, из-за чего это испытание вызвало немалую реакцию в обществе и СМИ.

## Радиационное заражение

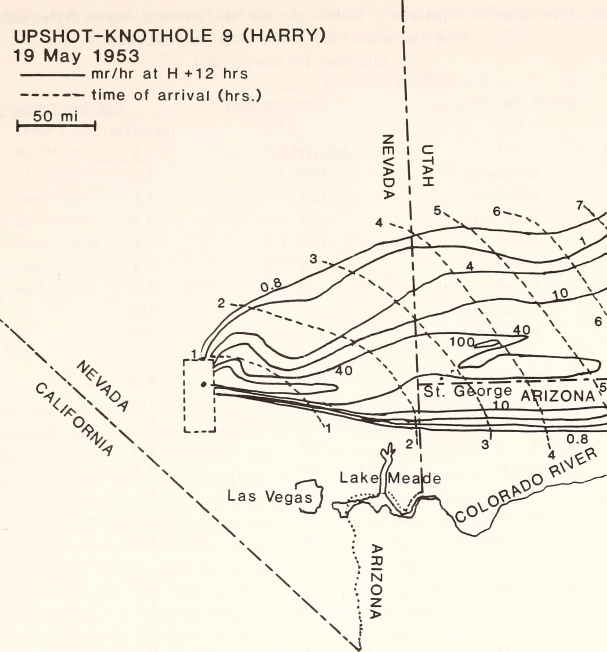
Распространение радиационного загрязнения

В серии Upshot-Knothole взрыв занял третье место по выбросам цезия-137, ниобия-95, стронция-90, циркония-95, четвёртое по ниобию-95m, празеодиму-144, пятое по урану-240, рутению-106, шестое по иоду-131, теллуру-127m, восьмое по кобальту-60, десятое по европию-155, тринадцатое по стронцию-89, иттрию-90 и шестнадцатое по бериллию-7. Количественный состав отдельных элементов подобен выбросу другого взрыва данной серии, Upshot-Knothole Climax.
Замеры радиоактивного загрязнения проводились наблюдателями, в том числе из Комиссии по атомной энергии США на обширной территории, включавшей в себя город Сент-Джордж в штате Юта.
Радиоактивные осадки развеялись и осели на территории 3046 графств в Соединённых Штатах.
Ввиду просчётов направления и силы ветра данный взрыв вызвал необычайно большое количество радиоактивных осадков (больше чем когда либо регистрировалось у взрывов на континентальной части США), бо́льшая часть которых позднее сконцентрировалась у окрестностей города Сент-Джордж в штате Юта. Спустя 2 года, в 1956 неподалёку от города Говард Хьюз снимал фильм «Завоеватель», в съёмках принимало участие 220 человек. Согласно журналу People, к концу 1980 года у 91 из них развилась некоторая форма рака, а 46 скончалось от этой болезни.
Доклад Хикса в 1981 году содержит оценки гамма-облучения и заражения радионуклидами. Чтобы доклад не был засекречен, пришлось вычеркнуть из него данные о выбросах урана-233, урана-235, урана-238, плутония-239 и плутония-240.
При измерениях суммарного уровня облучения в радиусе 300-мильной зоны за период с 1951 по 1959, серия испытаний Upshot-Knothole дала около 50 процентов облучения населения, при этом 37,5 % составила доля от взрыва Harry.